# ArkivMusic
ArkivMusic, Inc. è un rivenditore di musica classica online con sede a Tennessee e specializzato nella distribuzione di CD e DVD. È anche l'editore della rivista  Listen: Life with Music & Culture .

## Storia
ArkivMusic venne fondato nel febbraio 2002 e a partire dal 2012 furono aperti venti centri di distribuzione negli Stati Uniti.
Oltre al suo inventario di CD prontamente disponibili, il programma di ristampa ArkivCD comprende una selezione di titoli "su richiesta" per gli articoli non più presenti nel catalogo. Questi titoli, prodotti su CD-R, includono registrazioni autorizzate precedentemente non pubblicate o non più stampate su CD.
Nel 2008 ArkivMusic fu acquisita da Steinway Musical Instruments. Nel 2010 avviò un'etichetta discografica focalizzata, anche se non esclusivamente, sulle registrazioni di pianisti nel programma Steinway Artist. L'etichetta prende il nome da Steinway & Sons. Nel 2015 fu acquistato da Naxos. La società è ora detta "ArkivMusic, Inc.".